# Hope Bay
Die Hope Bay (englisch, in Argentinien Bahía Esperanza, in Chile Bahía Hope) ist eine 5 Kilometer lange und 3 Kilometer weite Bucht an der Ostküste der Trinity-Halbinsel; sie schneidet in die Spitze der Antarktischen Halbinsel ein und öffnet sich zum Antarctic-Sund.
Die Bucht wurde am 15. Januar 1902 von der Schwedischen Antarktisexpedition unter Otto Nordenskjöld entdeckt. Drei der Expeditionsteilnehmer, die hier zwischen März und September 1903 in einer notdürftig errichteten Hütte überwinterten, benannten sie als schwedisch Haabets Vig ‚Hoffnungsbucht‘. Dieser Name wurde später in andere Sprachen, so auch ins Englische, übertragen.

## Fauna
An der Hope Bay befindet sich eine der größten Kolonien des Adéliepinguins (Pygoscelis adeliae). 1985 wurden hier 125.000 Brutpaare gezählt. Weiterhin brüten hier der Eselspinguin (Pygoscelis papua), die Subantarktikskua (Catharacta lonnbergi), die Antipodenseeschwalbe (Sterna vittata), die Buntfuß-Sturmschwalbe (Oceanites oceanicus), die Dominikanermöwe (Larus dominicanus) und der Weißgesicht-Scheidenschnabel (Chionis alba). Das eisfreie Land am Ostufer der Hope Bay wird darum von BirdLife International als Important Bird Area (AQ074) ausgewiesen.

## Sonstiges
Die alte britische Forschungs- und Militärstation D wurde hier am 13. Februar 1945 durch die Operation Tabarin eingerichtet. 1948 brannte sie teilweise ab und wurde 1964 geschlossen. Am 8. Dezember 1997 wurde die Basis an Uruguay übergeben, das sie in Estación Científica Antártica Ruperto Elichiribehety umbenannte.

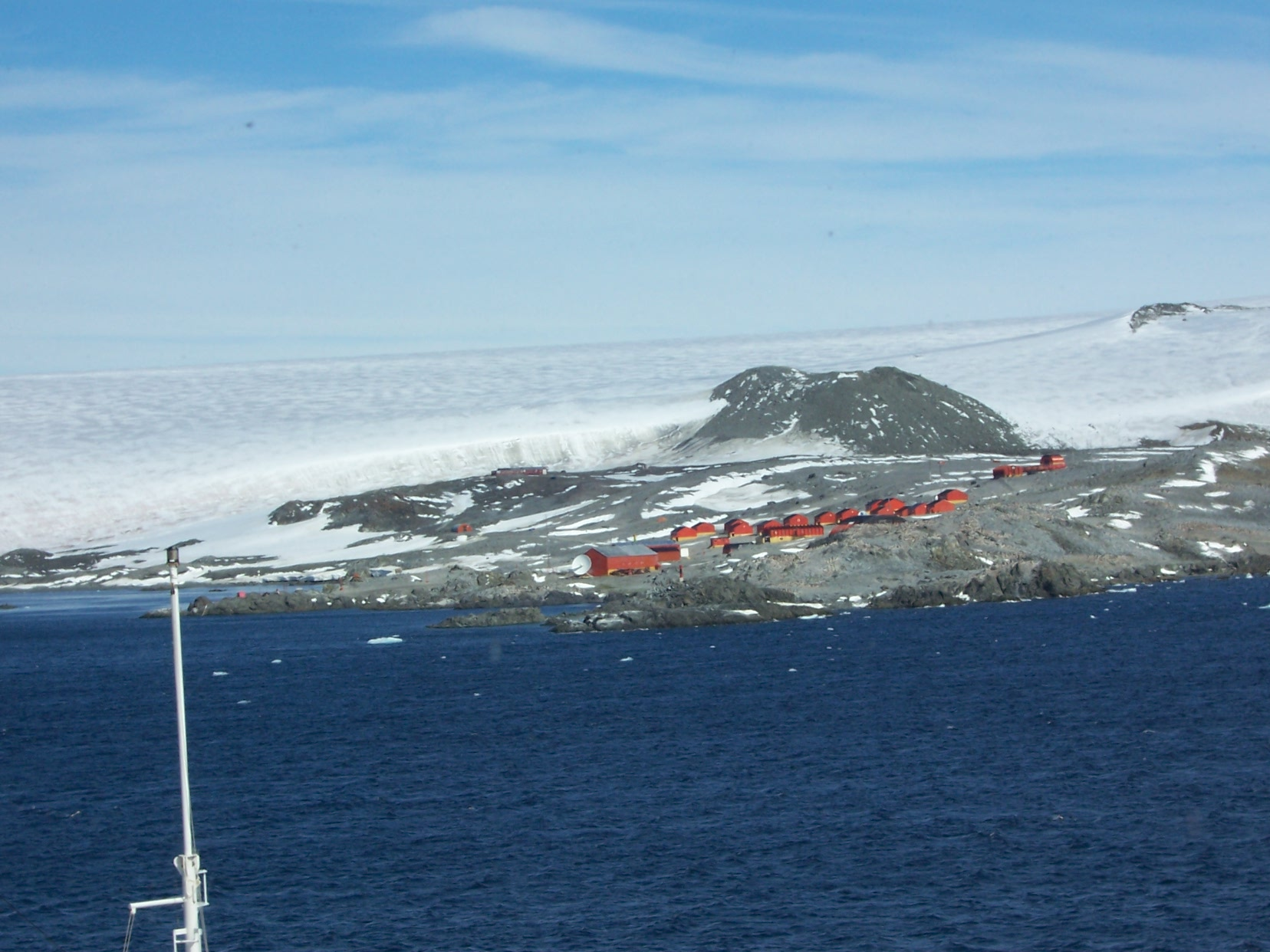
Esperanza-Station im Dezember 2004

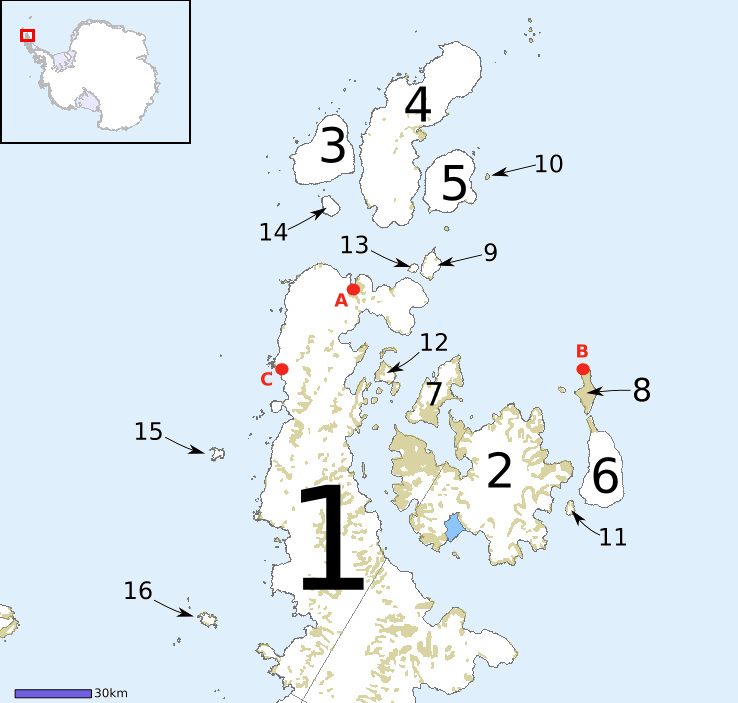
Karte der Trinity-Halbinsel und der umliegenden Inseln. A zeigt die Esperanza-Station an der Hope Bay

Die heutige argentinische Basis, die Esperanza-Station. wurde 1952 errichtet. Die argentinische Armee hat dort eine große Präsenz, außerdem leben dort mehrere Familien. Hier fand die erste Geburt auf antarktischem Festland statt, als 1978 Emilio Palma zur Welt kam. 
Außerdem war die Hope Bay die Kulisse der ersten in einem Konflikt abgegebenen Schüsse in der Antarktis, als die argentinische Besatzung 1952 Maschinengewehrschüsse in die Luft über einem britischen Team abgab, das die John Biscoe auslud. Die Argentinier entschuldigten sich später diplomatisch mit der Begründung, es hätte ein Missverständnis gegeben und der argentinische Militärkommandant habe seine Befugnisse überschritten.
Mount Flora, etwa drei Kilometer südöstlich der Esperanza-Station, ist eine Fundstätte fossiler Pflanzen aus dem Paläozoikum. Ein 35 km² großes Gebiet ist heute vom Antarktisvertrag als ASPA-148 besonders geschützt und darf nur mit Genehmigung betreten werden.
Seit 1989 ist ein drei Hektar großes Gebiet als besonders geschütztes Gebiet der Antarktis ausgewiesen. 
Die Hope Bay ist Anlaufpunkt für Kreuzfahrtschiffe.